# Sundsbyn
Sundsbyn är en by på östra sidan av det smala sundet i norra delen vid sjön Stora Lee-Foxen i Årjängs kommun.
Sundsbyn omnämns i skrift första gången 1396 i vid ett räfsteting i Lödöse i samband med en marktvist mellan kyrkan och bönder. Orten är äldre än så det vittnar flera fornfynd om som är gjorda från gamla boplatser som avslag av flinta och kvarts samt även en skafthålsyxa.
1843 byggdes den första färjan över sundet där Sundbyn ligger och färjetrafiken pågick fram till i juni 1988 då den nya högbron över sundet invigdes. 1844 fastställdes förslag enligt Konungens befallning att skjutsstation och gästgiveri skulle hållas i Sundsbyn och från 1869-1888 skedde härifrån 235 uppdrag. Verksamheten upprätthölls fram till 1919. På gården Lund fanns även en kort period 1875-1876 poststation för Västra Fågelvik.
1905 hade man påbörjat befästnings arbeten vid ett eventuellt anfall från Norge, dessa befästningar blev återigen aktuella i april 1940, dessa byggdes ut under kriget. Många militärer låg förlagda i baracker och runtomkring i stugorna främst från Värmlands regemente.